# Švarcava
Švarcava är ett vattendrag i Tjeckien.   Det ligger i regionen Södra Böhmen, i den södra delen av landet, 150 km söder om huvudstaden Prag.